# Alan D. Marks
Alan David Marks (* 14. Mai 1949 in Chicago, US-Bundesstaat Illinois; † 12. Juli 1995 in Berlin) war ein US-amerikanischer Konzertpianist und Komponist.
In Deutschland bekannt wurde er mit Konzerten und Tonaufnahmen des in Deutschland bis Anfang der 1980er Jahre kaum bekannten Komponisten Louis Moreau Gottschalk, mit Kompositionen von Erik Satie, und international mit höchst eigenständigen Interpretationen der Klaviersonaten von Franz Schubert.
Ab 1992 bis zu seinem Tod lehrte Alan Marks als Professor an der Hochschule für Musik Hanns Eisler Berlin.

## Leben
Alan D. Marks wuchs in den 1950er Jahren in St. Louis, Missouri auf. Im Alter von 16 Jahren gewann er jeweils Erste Preise bei der University City Orchestra Competition in Missouri und der Interlochen Musik Competition im US-Staat Michigan. Als Stipendiat zog Marks nach New York City und studierte ab 1967 Klavier bei Irwin Freundlich an der Juilliard School. Als Erster Preisträger der Kosciuszko Foundation Chopin Piano Competition in New York City und der Juilliard School Brahms Competition, wechselte er 1971 an das Peabody Institute zu Leon Fleisher in Baltimore. Aus Alan Marks - der Grenzgänger, Alexander Verlag, Berlin 1996.
Alan Marks Konzertreisen führten ihn durch die USA, nach Mexiko, in die Schweiz und nach Island; 1981 zog er nach West-Berlin.
Er gab Konzerte unter anderem im Kammermusiksaal, in der Akademie der Künste und nach 1989 auch im Ostberliner Schauspielhaus am Gendarmenmarkt.
Die New York Times schrieb 1995 im Nachruf zu Alan D. Marks: „…ein in Deutschland lebender amerikanischer Pianist, der in Konzerten in der 92. Street und anderen New Yorker Konzertsälen auftrat. Marks debütierte 1971 in der Carnegie Recital Hall, als er noch Student an der Juilliard School war […] und trat als Solist mit Orchestern im ganzen Land (USA) sowie in Europa, Japan und Israel auf.“

## Werk
Noch in den USA spielte Alan Marks 1981 eine der letzten Tonträger des Concord String Quartets mit George Rochberg ein. In Deutschland war er Mitglied im Modern Sinfonietta wie auch im ars nova Ensemble Berlin.
Neben den musikalischen Darbietungen entwickelte Marks auch theatralische Inszenierungen. So zusammen mit Sona MacDonald: It Belongs To Us, Uraufführung 1985 in der Akademie der Künste, und im selben Jahr: A Little Christmas Passion am Schillertheater.
Mit einer Revue über das Exil trat Alan Marks 1987 an die breite Öffentlichkeit: Lost In The Stars And Stripes hatte Uraufführung im Rahmen der Berliner Festwochen zur 750-Jahr-Feier am Hebbel-Theater. In der Inszenierung spielte und sang er zusammen mit Sona MacDonald und Udo Samel. Die Erstausstrahlung im Fernsehen erfolgte 1988 im SFB. Hinzu kamen Gastspiele in München, Zürich, Los Angeles und Jerusalem.
Zudem engagierte sich Marks für experimentelle Konzertformate wie 1990 beim 25-stündigen nonstop Open Air Klaviermarathon zu Erik Saties Vexations auf dem ehemaligen Grenzstreifen der Berliner Mauer am Reichstagsgebäude, oder 1993 am Hebbel Theater mit dem Bildhauer und Maler Jakob Mattner in dem Projekt 2KlangLicht - Treten Sie nicht aus Ihrem Schatten heraus.
Alan Marks spielte zahlreiche Solo-Alben ein, darunter Kompositionen von Franz Liszt, Erik Satie, Aaron Copland, Alban Berg und Messiaen. Hinzu kamen Aufnahmen mit eigenen Kompositionen für zwei Klaviere zusammen mit Nerine Barrett oder David Levine, sowie Sonaten für Violine und Klavier mit Kolja Blacher.
Im März 1994 nahm Marks sämtliche Franz Schubert Klaviersonaten – live – im Berliner Kammermusiksaal auf. Die britische Fachzeitschrift für Klassische Musik, Gramophone, lenkte 2006 die Aufmerksamkeit erneut auf den sechsstündigen Zyklus: „Wie mögen Sie Ihren Schubert? Wenn er muskulös ist, schwere Töne anschlägt und die Betonung eher auf dem Dramatischen als auf dem Lyrischen liegt, dann ist Marks Ihr Mann.“
In Erinnerung an Alan Marks formulierte Klaus Geitel in Die Welt: „Er stand der Musik in allen ihren Ausformungen zu Diensten, als Kammermusiker, als Solist, als Interpret wie als Komponist. Alan Marks hat die denkbar griffigsten Vertonungen von Brecht-Gedichten geschrieben, die besten nach Kurt Weill, und hat sie […] in einer Serie von gefeierten Ausforschungen der 20er, 30er, der frühen 40er Jahre in Berlin aufgeführt.“

## Auszeichnungen (Auswahl)
- 1965: Erster Preis University City Orchestra Competition, Missouri
- 1965: Erster Preis Interlochen Musik Competition, Michigan.
- 1968: Erster Preis Kosciuszko Foundation Chopin Piano Competition, New York City.
- 1971: Erster Preis Juilliard School Brahms Competition, New York City
- 1973: Zweiter Preis University of Maryland International Piano Competition, College Park, Maryland.
- 1979: Zweiter Preis Concours Géza Anda, Zürich.
- 1984: Preisträger Deutscher Musikwettbewerb, Bonn.

## Diskografie (Auswahl)
- 1978: Alan Marks - Boulez / Sessions / Chavez - Alan Marks Plays Modern Classics (LP), Composers Recordings Inc. CRI 385.
- 1981: George Rochberg, The Concord String Quartet / Alan Marks, Quintet for Piano and String Quartet, Nonsuch 78011.
- 1984: Alan Marks - Louis Moreau Gottschalk, The Lady Fainted (LP), Nimbus NIM 2145.
- 1990: Erik Satie, Alan Marks - Vexations (CD, Album), Decca 425 221-2.
- 1990: Copland, Alan Marks - Rodeo / Four Piano Blues / Piano Variations / Old American Songs (CD), Nimbus Records NI 5267.
- 1990: Liszt - Alan Marks - Années De Pèlerinage: Deuxième Année, Italie (CD, Album), Nimbus Records NI 5226.
- 1991:Louis Moreau Gottschalk - Alan Marks, Nerine Barrett - Piano Music For 4 Hands (CD, Album), Nimbus Records NI 5324.
- 1995: Alan Marks - Elfundeinhalb Klaviersonaten Franz Schubert (CD-Album), neu veröffentlicht in 2010 - Nimbus NI 1732.

## Musical, Filmmusik, Performance (Auswahl)
- 1985: It Belongs to Us, mit Sona MacDonald. Regie, Komposition, Text, Gesang.
- 1985: A Little Christmas Passion, mit Sona MacDonald. Regie, Komposition, Text, Gesang.
- 1987: Lost In The Stars And Stripes, eine Revue über das Exil mit Sona MacDonald und Udo Samel. Regie, Komposition, Text, Gesang.
- 1995: Wer fragt ist selber schuld, Kompositionen für den Chanson-Abend: Helmut Baumann.